# ACE (rivista)
ACE (Advanced Computer Entertainment) è stata una rivista di videogiochi e computer pubblicata per la prima volta nel Regno Unito da Future Publishing e successivamente acquisita da EMAP.

## Storia
ACE fu lanciata nell'ottobre 1987, più o meno nello stesso periodo della rivista The Games Machine dell'editore Newsfield.
Lo staff della rivista era composto principalmente da ex dipendenti di Amstrad Action (AA) e Personal Computer Games, tra cui i co-redattori del lancio Peter Connor e Steve Cooke. Andy Wilton, ex membro di AA, fu assunto come caporedattore delle recensioni, mentre Dave Packer e Andy Smith furono  assunti come redattori. Trevor Gilham, un altro ex membro di AA, ha ricoperto la carica di Art Editor.
Tra giugno e luglio 1989 (numeri 21 e 22) la rivista fu venduta a EMAP e la Future Publishing reimpiegò lo staff originale di ACE per lavorare sui periodici Amiga Format e ST Format. Dopo la cancellazione della rivista nell'aprile del 1992, alcuni membri dello staff che all'epoca lavoravano su ACE furono trasferiti a The One (for Amiga Games) per rilanciare quest'ultima rivista.

## Contenuti
Inizialmente i contenuti riguardavano Atari ST, Amiga, C64, ZX Spectrum e Amstrad CPC, ma includevano anche le macchine più recenti man mano che venivano lanciate. Sebbene le caratteristiche principali fossero i videogiochi, vennero presentati anche altri articoli sulla grafica e sulla musica per computer. Una cassetta e, in seguito, un floppy disk vennero allegati alla rivista contenente demo dei giochi.
Screen Test era la sezione dedicata alle recensioni dei giochi. I giochi erano valutati (su una scala da 1 a 10) in base agli effetti visivi, all'audio, al fattore QI, al fattore divertimento e alla valutazione complessiva. È stato introdotto anche il grafico della curva di interesse prevista, in cui al gioco è stato assegnato un grafico lineare che prevedeva l'interesse a lungo termine per il gioco nell'arco di molti mesi.